# 牛津逗號
在英语書寫中，连续逗号（又稱牛津逗号、哈佛逗号）是指在三个或更多的名詞中，在倒數第二个名詞之后添加逗号。例如有三个国家可能以這樣的方式寫下 "法国，意大利和西班牙"（France, Italy and Spain），此時没有连續逗号，而當寫成 "法国，意大利，和西班牙"（France, Italy, and Spain）時，意大利後面那個逗號就是連續逗號。
人們對於是否要使用连续逗号有不同的看法，不同地区英语的用法也有所不同。英國英語對牛津逗號沒有強制要求， 而在美国英语中，牛津逗號比較常見，有时甚至要强制使用牛津逗號。牛津风格手册就建議大家使用牛津逗號，而牛津逗号名稱也是來自於此。 